# Scytalopus altirostris
A Scytalopus altirostris a madarak osztályának verébalakúak (Passeriformes) rendjébe és a fedettcsőrűfélék (Rhinocryptidae) családjába tartozó faj.

## Rendszerezése
A fajt John Todd Zimmer amerikai ornitológus írta le 1939-ben, Scytalopus magellanicus alfajaként, Scytalopus magellanicus altirostris néven.

## Előfordulása
Az Andok keleti oldalán, Peru területén honos. Természetes élőhelyei a szubtrópusi és trópusi hegyi esőerdők.

## Megjelenése
Testhossza 10 centiméter.

## Természetvédelmi helyzete
Az elterjedési területe nem nagy, egyedszáma viszont stabil. A Természetvédelmi Világszövetség Vörös listáján nem fenyegetett fajként szerepel.